# Modello AD-AS
In macroeconomia il modello AS-AD (Aggregate Supply – Aggregate Demand) è un modello matematico utilizzato per rappresentare l'equilibrio economico nei mercati finanziari, dei beni e del lavoro. Nel modello AD-AS l'equilibrio è rappresentato da un certo livello di produzione Y e da un certo livello dei prezzi indicato con P. Sono utilizzate due curve per la rappresentazione grafica di questo modello, la curva AS e la curva AD.

## Descrizione

### Curva AS
La curva AS è data dall'equilibrio sul mercato del lavoro che si verifica quando domanda e offerta di lavoro sono uguali. 
Le imprese domandano lavoro finché la produttività marginale (PML ossia il rendimento di un lavoratore aggiuntivo) è maggiore o uguale al salario reale (W/P ossia il salario rapportato al livello dei prezzi) che rappresenta il costo di un lavoratore aggiuntivo.
{\displaystyle PML=W/P}
I lavoratori offrono lavoro in base al salario reale W/P che viene loro offerto. Si determina così un equilibrio di mercato dove a un certo livello di occupazione L corrisponde un certo salario reale W/P.
I salari W sono fissati tenendo conto del livello dei prezzi attesi Pe e in funzione del tasso di disoccupazione u e della presenza di eventuali protezioni sociali quali sussidi di disoccupazione z.
{\displaystyle W=P^{e}*F(u,z)}
I prezzi P sono determinati aggiungendo ai salari pagati ai lavoratori un certo ricarico (markup) μ.
{\displaystyle P=(1+\mu )*W}
Sostituendo i salari nell'equazione dei prezzi abbiamo l'equazione della AS:
{\displaystyle P=(1+\mu )*P^{e}*F(u,z)}
Possiamo sostituire al tasso di disoccupazione naturale u la formula {\displaystyle 1-{\frac {Y}{L}}}. Quindi l'equazione diventa:
{\displaystyle P=(1+\mu )*P^{e}*F\left(1-{\frac {Y}{L}},z\right)}
La AS è inclinata positivamente poiché a livelli di produzione Y più alti corrispondono prezzi P più alti. Questo perché un aumento della produzione Y determina un aumento dell'occupazione N. Ciò determina un aumento dei salari W venendosi così inevitabilmente a ridurre il tasso di disoccupazione, questo quindi farà aumentare la forza contrattuale dei lavoratori, perché le imprese riusciranno più difficilmente lavoratori disposti a lavorare, dunque per convincere i lavoratori a restare aumenteranno il loro salario W. Il salario W però rappresenta un costo per l'impresa, quindi per recuperare il profitto perso dato dai costi più elevati, farà aumentare i prezzi P.

### Curva AD
La AD deriva dall'equilibrio sul mercato dei beni e su quello della moneta. Nel modello IS-LM tali equilibri sono rappresentati da due curve: la IS per i beni e la LM per la moneta. L'equilibrio sul mercato dei beni è influenzato dal livello del reddito Y che a sua volta è determinato dalla spesa pubblica G meno le imposte T oltre che da consumi e investimenti privati. L'equilibrio sul mercato della moneta, supponendo che i prezzi siano costanti, dipende dall'offerta di moneta in termini reali da parte delle autorità monetarie M/P.
Il modello IS-LM consente di determinare livelli di produzione Y e di tasso di interesse che garantiscono l'equilibrio sui mercati dei beni e della moneta. I prezzi influenzano direttamente l'equilibrio sul mercato della moneta. Infatti a parità di offerta di moneta nominale M se i prezzi aumentano l'offerta reale M/P diminuisce. Ciò fa aumentare il tasso d'interesse di equilibrio e diminuire il reddito Y. Dunque è possibile individuare una relazione tra prezzi e livello di produzione: la curva AD è inclinata negativamente perché sui mercati dei beni e della moneta aumenti dei prezzi determinano riduzioni della produzione.
L'equazione della curva AD si può formalizzare così:
{\displaystyle Y=Y\left({\frac {M}{P}},G,T\right)}
dove M/P e G influenzano positivamente la produzione e le tasse T influiscono in modo negativo.

### Equilibrio nel modello AS-AD
Consideriamo ora congiuntamente le due curve di offerta e di domanda AS e AD: per un dato valore del livello atteso dei prezzi Pe e del markup μ (che entra nell'equazione di offerta aggregata), e per dati valori delle variabili di politica fiscale e monetaria, M, G e T (che entrano nell'equazione di domanda aggregata), queste due relazioni determinano i valori di equilibrio della produzione Y e del livello dei prezzi P.
Nel breve periodo l'equilibrio nel modello AD-AS è dato dall'intersezione delle due curve che determina un livello di produzione di equilibrio Y' e livello di prezzo di equilibrio P'.
Nel medio periodo non è detto che questo equilibrio sia sempre sostenibile. I lavoratori hanno infatti la possibilità di rivedere le loro stime sui prezzi attesi Pe e rinegoziare i salari. A tale tasso di disoccupazione naturale corrisponde un livello naturale di produzione Yn che è quanto è possibile produrre occupando la forza lavoro meno il tasso di disoccupazione naturale. Ora può accadere che nel breve periodo il livello di produzione di equilibrio Y' sia diverso da quello naturale Yn e quindi ciò significa che il tasso di disoccupazione è diverso da quello naturale. Per definizione quando il livello di disoccupazione coincide con quello naturale, i salari W sono stabili e di conseguenza non ci sono pressioni per l'aumento dei prezzi P (almeno per ciò che riguarda le pressioni dovute ad aumenti salariali). Dunque i lavoratori stimano prezzi futuri Pe uguali ai prezzi attuali P quando la disoccupazione è al livello naturale (e ovviamente anche la produzione).
Dimostreremo il caso in cui Y'>Yn ma il ragionamento vale anche nel caso opposto. In questa situazione dunque il tasso di disoccupazione è inferiore al tasso di disoccupazione naturale (ci sono meno disoccupati quindi la produzione è maggiore rispetto al livello naturale). A bassa disoccupazione i lavoratori hanno maggiore potere contrattuale e riescono a spuntare quindi salari più alti. Le imprese dati i salari in aumento aumentano il livello dei prezzi.( -da ricontrollare tra parentesi - I lavoratori rivedranno le aspettative di prezzo: poiché P'<Pe essi rivedranno i salari al rialzo. Si determina un effetto sui salari nominali W che poiché Pe è aumentato, aumentano a loro volta. ) La curva AS subisce uno spostamento verso sinistra e i prezzi reali P aumentano. Il processo continua finché le aspettative di prezzo al momento della contrattazione dei salari non coincidono con i prezzi reali (Pe=P): a questo punto anche la produzione di equilibrio Y coinciderà con il livello naturale di produzione Yn.
Nel medio periodo quindi non sono possibili equilibri con livelli di produzione diversi da quello naturale: se si verificano equilibri di questo tipo, gli operatori aggiustano le aspettative di prezzo Pe fino a riportarsi al livello di produzione naturale.